# Сяржук Сокалау-Воюш
Сяржук Сокалаў-Воюш (насправді: Сергій Соколов; 16 жовтня 1957, село Астровщина Полоцького району Вітебської області) — білоруський поет, бард і перекладач.

## Біографічні відомості
Народився в сім'ї службовців. Працював слюсарем на заводі залізобетонних виробів (1974–1976), на Новополоцьком виробничому об'єднанні «Полімір» (1979). Служив у Радянській армії (1976–1978). 1979 року вступив на білоруське відділення філологічного факультету БДУ, після 3-х курсів перевівся на заочне відділення, яке закінчив 1985 року. Працював вчителем у середній школі № 5 Новополоцьку (1982–1984, 1985–1988), науковим співробітником філії Літературного музею Я. Коласа в селі Миколаївщина Столбцовського району (1984–1985), звільнений за організацію святкування Купали на території музею. В кінці 1980-их активно брав участь у заходах організованих національно орієнтованою частиною суспільства. Працював завідувачем літературної частини лялькової трупи Білоруського державного академічного театру імені Я. Коласа у Вітебську (1988–1990). З 1973 жив в Новополоцьку. Член СП СРСР та Спілки білоруських письменників (з 1990 року). У 1991 році за сімейними обставинами переїхав до США. Працює на Радіо «Свобода», проживає у Празі (Чехія). Одружений, має трьох синів.

## Творчість
Дебютував у пресі 1973 року (Новополоцьк газета «Хімік»). Автор збірки поезій «Кров на кучугурах» (1989), п'єси-казки «Світять, світять зірочки…» (поставлена в 1989). Переклав білоруською мовою п'єси А. Андрєєва «Монумент», «Любов до ближнього», окремі твори українських, польських письменників.
Часто виступає як автор і виконавець своїх пісень. У США і Канаді вийшли диски його пісень.